# Alpinismo
L'alpinismo (l'etimologia della parola rimanda alle Alpi e alle scalate delle sue vette) è attualmente considerata una disciplina essenzialmente sportiva basata sul superamento delle difficoltà incontrate durante la scalata di una montagna (pendio e/o parete), con l'ascesa che può avvenire su roccia, neve, ghiaccio o percorsi misti, utilizzando anche tecniche di arrampicata su roccia o su ghiaccio.
Nel 2019 l'UNESCO ha inserito tra i patrimoni immateriali dell'umanità, l'alpinismo in Francia, Italia e Svizzera.

## Storia

### Le origini

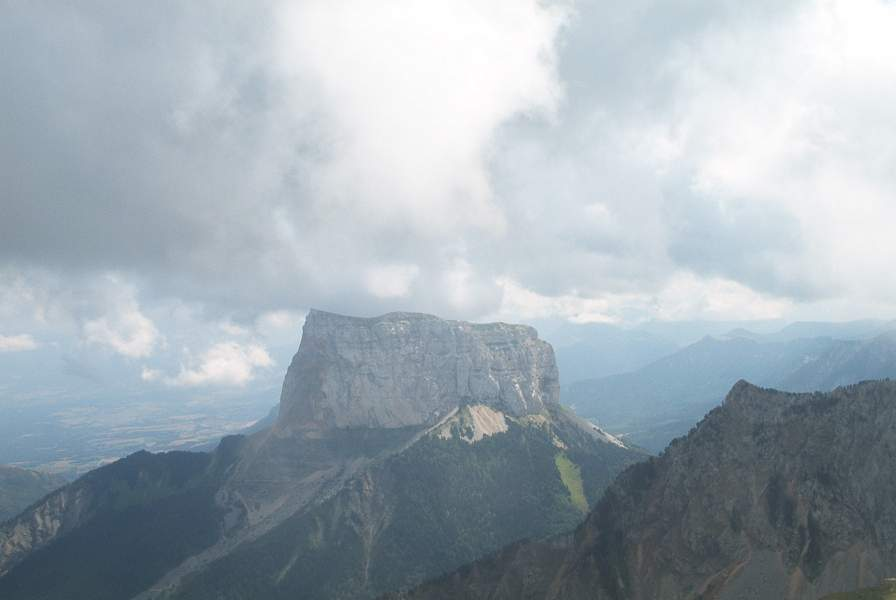
Mont Aiguille (2085 m s.l.m.) nelle Prealpi del Delfinato

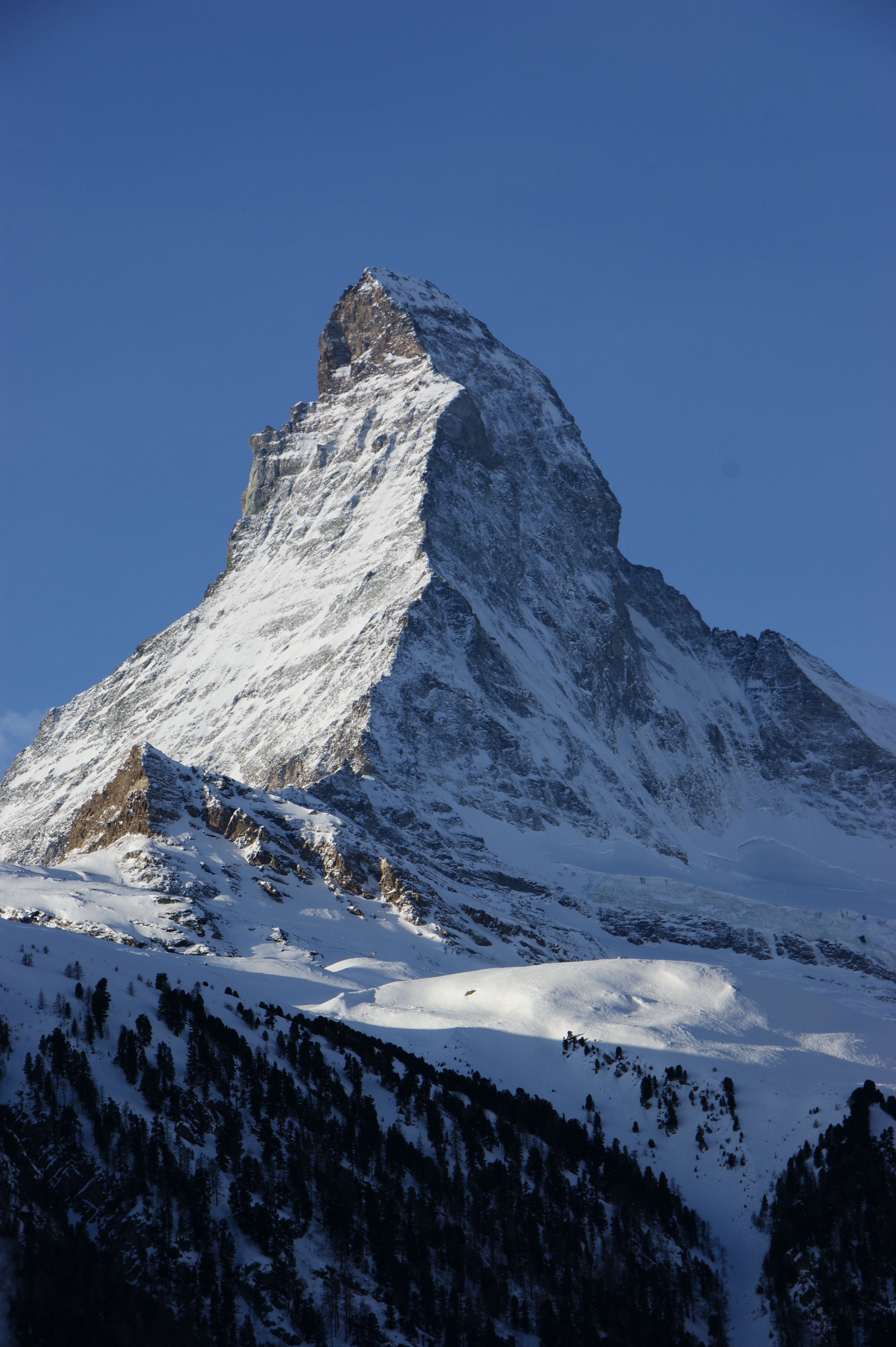
Cervino, versante svizzero dal quale avvenne la prima ascensione

L'ambiente alpino è stato popolato fin dalla preistoria e la presenza umana a quote ben superiori al fondovalle è testimoniata da ritrovamenti archeologici. Le motivazioni che spinsero i primi abitanti delle Alpi a salire oltre i boschi ed i pascoli possono essere varie: esplorazione, ricerca minerali, ludiche, legate alla caccia o a riti religiosi. Già Erodoto, Sallustio e Livio descrissero le imprese del passato. Si hanno notizie di alcune salite già nel XIV secolo; il 26 aprile 1336 giorno del salita del Mont Ventoux (1909 m s.l.m. in Provenza) da parte di Francesco Petrarca e del fratello Gherardo. Pochi anni dopo, il 1º settembre 1358, Bonifacio Rotario d'Asti raggiungeva la sommità del Rocciamelone montagna alta ben 3538 m s.l.m.
Tra le imprese della “preistoria alpinistica” riportate nelle cronache va ricordata l'ascensione del Mont Aiguille (2085 m s.l.m.) nella regione francese del Vercors. Fu effettuata il 26 giugno 1492, su ordine di Carlo VIII, da Antoine de Ville con una squadra di esperti costruttori di chiese. All'ascensione, capitanata da un esperto militare, parteciparono anche religiosi e maestranze locali che eressero in cima tre croci e una piccola cappella votiva. Al di là di questi episodi sporadici, fino alla fine del settecento le alte montagne alpine continuarono a rappresentare letterariamente un territorio privo di risorse di interesse, pericoloso e frequentato solo da cacciatori e da viaggiatori, un ambiente accademicamente in gran parte ignoto e per questo ritenuto popolato da creature malvagie e sovrannaturali.

### La salita delle principali vette delle Alpi

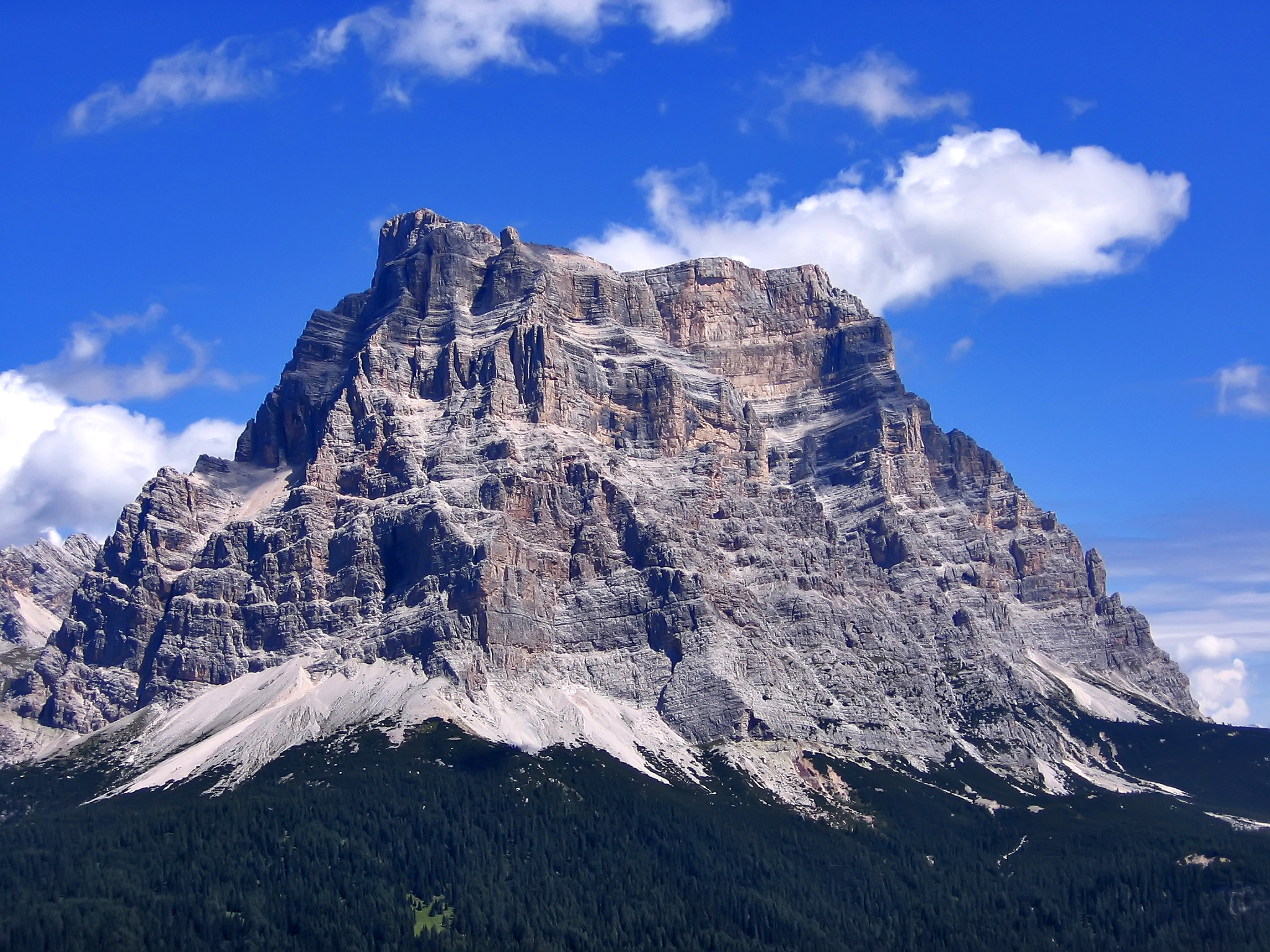
Monte Pelmo

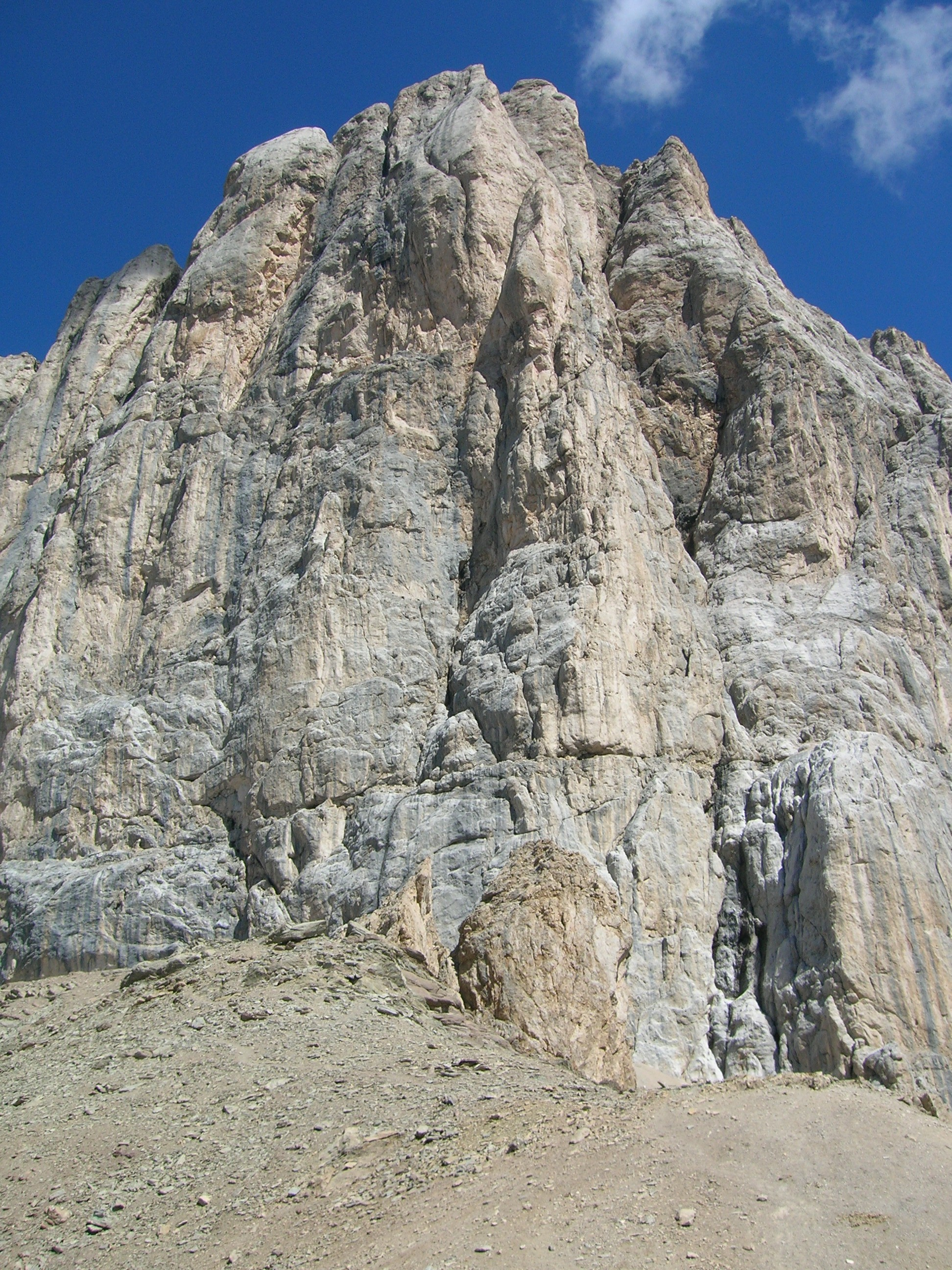
Parete SW della Marmolada

Tradizionalmente, la nascita dell'alpinismo viene fatta risalire all'8 agosto 1786, giorno della prima ascensione del Monte Bianco. La spinta ad effettuare la salita venne da uno scienziato ginevrino (Horace-Bénédict de Saussure), ma essa venne realizzata da un medico (Michel Gabriel Paccard) e da un cacciatore e cercatore di cristalli (Jacques Balmat) di Chamonix.
In questa prima fase l'azione è promossa da appartenenti alle classi agiate non residenti in montagna ma è realizzata anche grazie alla partecipazione di abitanti del luogo, conoscitori dell'ambiente montano (le guide alpine). Inizialmente la motivazione a raggiungere la sommità delle principali vette era di poter effettuare misurazioni di pressione e temperatura oltre che di esplorare l'ambiente glaciale ancora sconosciuto. Per esempio prima della salita al Monte Bianco si pensava che una sola notte trascorsa su un ghiacciaio ad alta quota potesse essere fatale.
L'ascensione sulle vette alpine venne ben presto affiancata dal gusto della scoperta come estensione del turismo alpino praticato in particolare da inglesi e tedeschi. Nella prima metà dell'ottocento vengono salite per la prima volta tutte le cime principali delle Alpi tra cui:
- Großglockner – 1800
- Punta Giordani (Monte Rosa)– 1801
- Ortles – 1804
- Jungfrau – 1811
- Bernina – 1829
- Pelmo – 1857
- Monviso – 1861
- Grandes Jorasses – 1865
- Marmolada – 1864
- Cervino – 1865
- Cimon della Pala - 1870
- Vezzana - 1878

Questo periodo si conclude idealmente il 14 luglio 1865 con la prima scalata del Cervino. Se la salita del Monte Bianco era stata in qualche misura suscitata da un interesse scientifico e di scoperta, l'impresa dell'inglese Edward Whymper contiene gli ingredienti che caratterizzeranno l'alpinismo in futuro: la sfida fine a sé stessa con una montagna di grande attrazione estetica (nessun barometro fu portato in cima al Cervino), la competizione tra diverse cordate e nazionalità (la prima ascensione avvenne in un clima di aspra competizione con una cordata italiana), la tragedia di un incidente mortale (durante la discesa persero la vita quattro dei sette componenti della cordata) e le successive polemiche.

### Nascita dei Club alpini
Nello stesso periodo si costituiscono le prime associazioni alpinistiche: l'Alpine Club inglese nel 1857, l'Österreichischer Alpenverein austriaco nel 1862, il Club Alpino Italiano (C.A.I) nel 1863, il Deutscher Alpenverein nel 1869, la Società degli Alpinisti Tridentini (S.A.T.) nel 1872, il Club Alpino Francese e la Società Alpina Friulana (S.A.F.) nel 1874.

### La salita delle pareti, la ricerca delle difficoltà e l'avvento del sesto grado

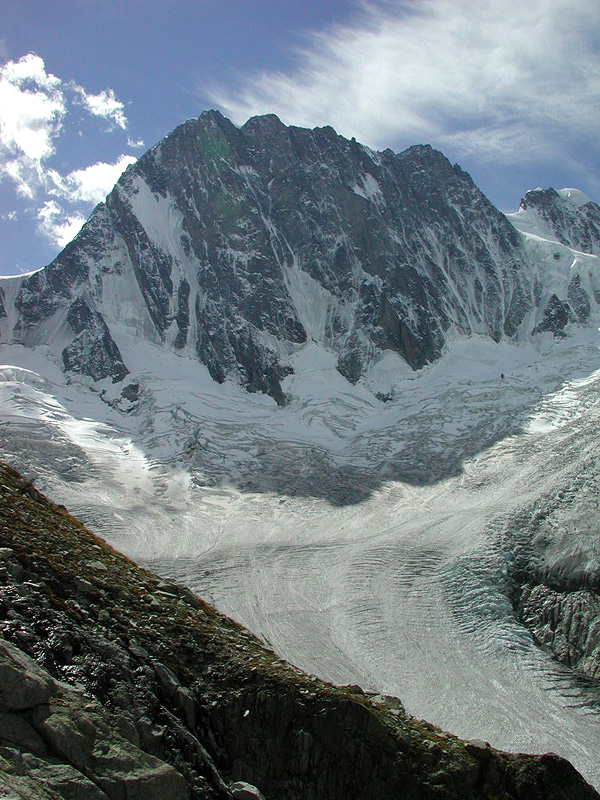
Grandes Jorasses

Lo stesso giorno della conquista del Cervino un'altra cordata inglese apriva un nuovo itinerario sul Monte Bianco scalando il versante italiano della Brenva, una parete molto vasta e complessa, sicuramente ben più difficile della via di salita utilizzata settantanove anni prima durante la prima ascensione. Poco dopo, siamo nel 1872, W.M. Pendlebury, C. Taylor con F. Imseng, G. Spechtenhauser e G. Oberto riescono in un'impresa ancora più ardua e soprattutto molto più pericolosa: scalano infatti la celebre parete est del Monte Rosa a Macugnaga, la più alta delle Alpi e l'unica di dimensioni himalayane.
L'interesse non è più la conquista della cima ma percorrere i versanti o le strutture della montagna (creste, canaloni, cenge) ancora inesplorati; al posto di cercare la via più agevole si identifica un versante o una struttura esteticamente attraente e si affinano le capacità tecniche necessarie a superare gli ostacoli posti dalla montagna. Un esempio sono le scalate dell'inglese Albert Mummery che il 5 agosto 1881 assieme alle guide Burgener e Venetz raggiunge per primo la cima del Grèpon (Aiguilles de Chamonix) superando difficoltà fino al IV grado.
Nei primi anni del Novecento le capacità tecniche di arrampicata su roccia trovano espressione ideale nelle aguzze e slanciate cime dolomitiche e dei massicci calcarei austriaci dove sono particolarmente attivi alpinisti di lingua tedesca che portano il livello delle difficoltà massime intorno al V e V grado superiore. In particolare si distinguono Hans Dülfer e Paul Preuss. Mentre il primo ammetteva l'uso di chiodi per ridurre il rischio di caduta e forse anche per facilitare la progressione (Totenkirchl, parete ovest nel 1912) il secondo praticava un'etica severa escludendo l'uso di mezzi artificiali e spesso realizzando le proprie imprese in solitaria (ad esempio Campanile Basso di Brenta, parete est il 28 luglio 1911).
In questo periodo gli alpinisti iniziano a praticare la montagna senza guide che, specialmente nelle economie stremate del dopoguerra, si troveranno private dei ricchi clienti che avevano progettato e realizzato le prime salite delle cime alpine. Uno degli ultimi esempi di guide alpine del “periodo d'oro” è l'ampezzano Angelo Dibona che effettuò numerose importanti prime salite sia nelle Alpi Orientali (ad esempio Cima Una, Croz dell'Altissimo) che nel gruppo del Monte Bianco ed in Delfinato. La guida fassana Tita Piaz fu tra le prime a proporsi con uno spirito moderno effettuando anche parecchie nuove ascensioni esclusivamente per propria scelta. Dopo il primo conflitto mondiale vi fu un rilevante aumento dell'attività da parte di alpinisti austriaci e tedeschi che cercavano una sorta di rivincita ed un'affermazione nazionalistica. La “Scuola di Monaco” raffinò la tecnica di arrampicata ed introdusse la pratica dell'allenamento sistematico.

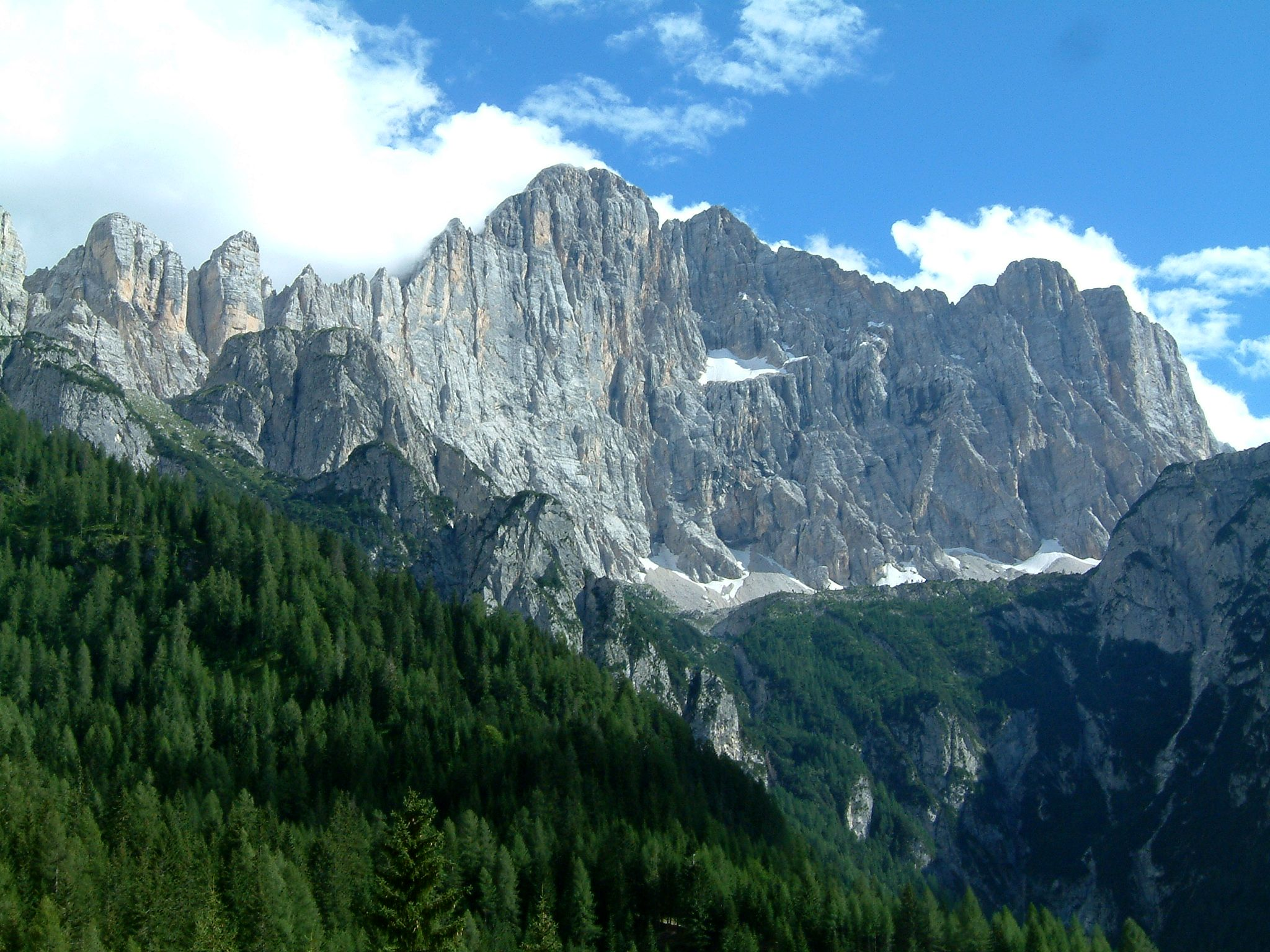
Monte Civetta

Anche in Italia si sviluppò una mentalità nazionalista, spesso in competizione con le cordate d'oltralpe. In questo periodo vi fu una grande espansione delle vie ferrate nelle zone dolomitiche. L'avvento dei regimi totalitari favorì l'interpretazione dell'alpinismo come dimostrazione della superiorità razziale e di forza ed impeto virile. Nelle Dolomiti vengono salite le pareti più imponenti raggiungendo il massimo grado di difficoltà del tempo: il VI grado, probabilmente raggiunto per la prima volta nel 1925 da Emil Solleder con la sua nuova via lungo la parete Nord-Ovest del Civetta (salita che tradizionalmente si indica come la prima via di sesto grado e come metro per le successive imprese). Nel 1929 il sesto grado veniva finalmente raggiunto anche da un italiano, con le salite, effettuate più o meno negli stessi giorni, di Emilio Comici sulla Sorella di Mezzo, di Renzo Videsott e Domenico Rudatis lungo lo spigolo della Cima della Busazza e della guida fassana Luigi Micheluzzi sul pilastro Sud della Marmolada. Le salite di estrema difficoltà più significative di questo periodo furono:
- il pilastro sud della Punta Penia (Marmolada), Luigi Micheluzzi, 1929
- la parete nord del Lyskamm Orientale, Julius Evola, 1930
- la parete nord della Cima Grande di Lavaredo, Emilio Comici, 1933
- la parete nord-ovest della Punta Civetta, Alvise Andrich, 1934
- la parete sud della Torre Trieste, Raffaele Carlesso, 1934
- la parete nord della Cima Ovest di Lavaredo, Riccardo Cassin, 1935
- la parete sud della Punta Rocca (Marmolada), Giovanni Battista Vinatzer, 1936.

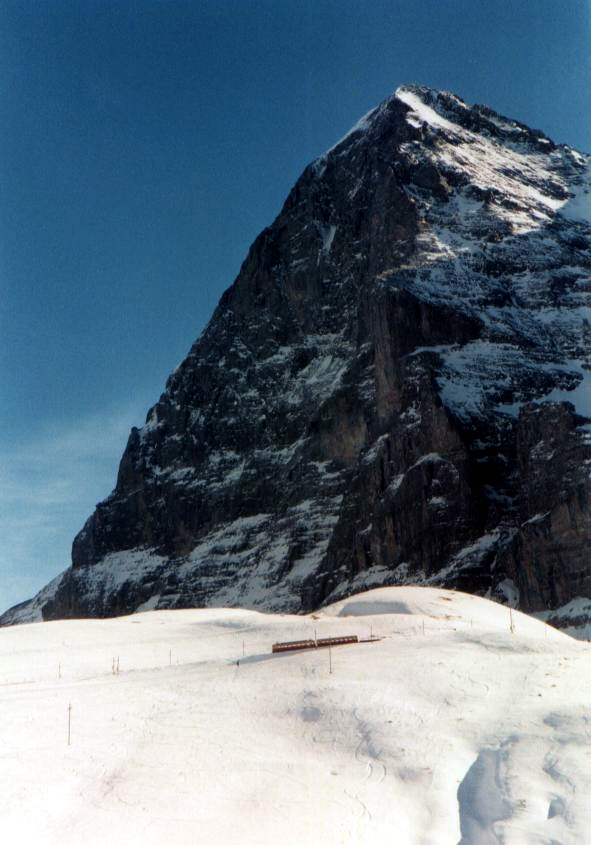
la parete nord dell'Eiger in inverno

Nelle Alpi Occidentali rimanevano irrisolti tre grandi problemi: le pareti Nord del Cervino, delle Grandes Jorasses e dell'Eiger. La Nord del Cervino venne salita nel 1931 da due alpinisti austriaci, i fratelli Franz e Toni Schmid con un solo bivacco. Le possibilità di trasporto erano evidentemente meno agevoli di oggi, infatti i due fratelli fecero il viaggio in bicicletta e con tutta l'attrezzatura da Monaco di Baviera a Zermatt e ritorno. L'alpinismo non era più lo sport di nobili e benestanti viaggiatori inglesi. Per inciso, è dello stesso anno un'altra grande impresa: la salita della parete est del Monte Rosa di Macugnaga alla Punta Gnifetti per la via "dei Francesi" (Jacques Lagarde e Lucine Devies).
La Nord delle Grandes Jorasses fu oggetto di numerosi tentativi, a partire dal 1931, da parte di cordate francesi, austriache ed italiane. Il successo fu ottenuto nel 1935 da una cordata tedesca formata da Peeters e Meier, lungo il cosiddetto "sperone Croz", che non conduce direttamente alla cima principale. Il problema fu definitivamente risolto nel 1938 dalla cordata lecchese di Riccardo Cassin, Ugo Tizzoni e Gino Esposito, lungo lo sperone Walker, che con un itinerario diretto, all'epoca al massimo livello di difficoltà, sbucarono sulla cima principale delle Grandes Jorasses. L'Eiger (Oberland Bernese) fu l'ossessione degli alpinisti austriaci e tedeschi che numerosi, spinti anche dalla propaganda di regime, persero la vita nel tentativo di scalarne la parete Nord. La prima salita fu effettuata nel 1938 da una cordata composta dagli alpinisti tedeschi Heckmair e Vorg e dagli austriaci Harrer e Kasparek.
Nel periodo che precede la seconda guerra mondiale la tecnica di arrampicata sviluppata nelle Alpi Orientali fu trasferita alle Alpi Occidentali, innalzando ai massimi livelli dell'epoca il grado di difficoltà dell'arrampicata su granito. Il 26 e 27 agosto 1930 Brendel e Schaller, della Scuola di Monaco superarono la cresta Sud dell'Aiguille Noire (versante italiano del Monte Bianco) con difficoltà di VI grado. Nel 1940 Giusto Gervasutti e Giuseppe Gagliardone supereranno, con una arrampicata libera tra le più difficili del tempo, la parete Est delle Grandes Jorasses che sovrasta la val Ferret. Nel 1932 l'alpinismo fece parte dei giochi olimpici.

### Il secondo dopoguerra: l'altissima quota

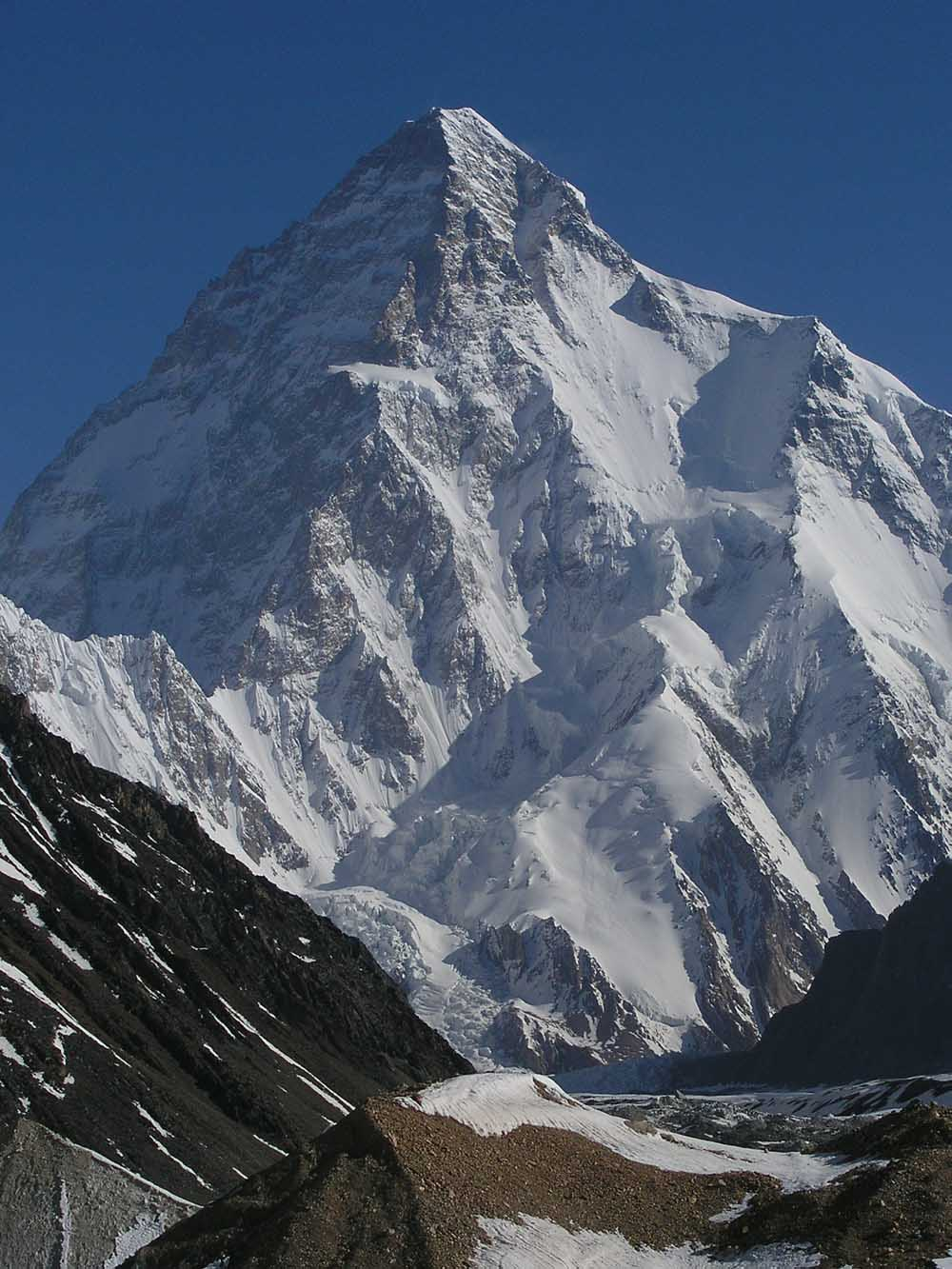
K2

Dopo i tragici anni della seconda guerra mondiale l'attività alpinistica risentì delle gravi difficoltà economiche e sociali del momento. Molti dei protagonisti delle imprese degli anni precedenti al conflitto o erano deceduti o, non più giovanissimi, avevano abbandonato l'alpinismo di punta. Bisognava quindi riannodare i fili con il passato e gli alpinisti francesi (tra gli altri Gaston Rébuffat, Lionel Terray e Louis Lachenal) furono i primi a ripercorrere gli itinerari più difficili aperti negli anni trenta e quaranta nelle Alpi Occidentali.
Fino alla metà degli anni sessanta l'alpinismo fu ancora caratterizzato dalla progressione del grado di difficoltà, soprattutto in termini ambientali (isolamento, complessità) piuttosto che di pura difficoltà di arrampicata. Ma soprattutto emergono tre aspetti: le salite invernali, le solitarie e la nascita e lo sviluppo dell'alpinismo d'alta e altissima quota con la progressiva conquista dei 14 ottomila della Terra (vedi himalayismo), che hanno riscritto in parte la storia dell'alpinismo e dato avvio alla fase dell'alpinismo moderno.
Tra gli alpinisti italiani emerge la figura di Walter Bonatti che sarà un punto di riferimento per l'alpinismo internazionale fino a circa il 1965. Bonatti, pur essendo un alpinista completo, espresse il proprio talento soprattutto nell Alpi Occidentali (tra le altre: la parete est del Grand Capucin nel 1951, la prima salita invernale della via Cassin alla Cima Ovest di Lavaredo nel 1953, il pilastro sud ovest del Petit Dru in solitaria nel 1955 e la nuova via in solitaria sulla parete nord del Cervino, nell'inverno del 1965). Egli anticipò (con un suo personalissimo e a volte contraddittorio stile) alcune tendenze che emergeranno negli anni settanta e ottanta come il "clean climbing" (la scalata pulita, con il minor utilizzo di chiodi e aiuti artificiali).
Bonatti fu tra i primi alpinisti professionisti che portarono le proprie imprese al grande pubblico attraverso le riviste e i giornali (ad esempio la collaborazione con il settimanale Epoca che proseguì anche dopo che Bonatti abbandonò l'alpinismo per dedicarsi a viaggi e reportage in luoghi selvaggi del pianeta).

### Il "Nuovo Mattino"

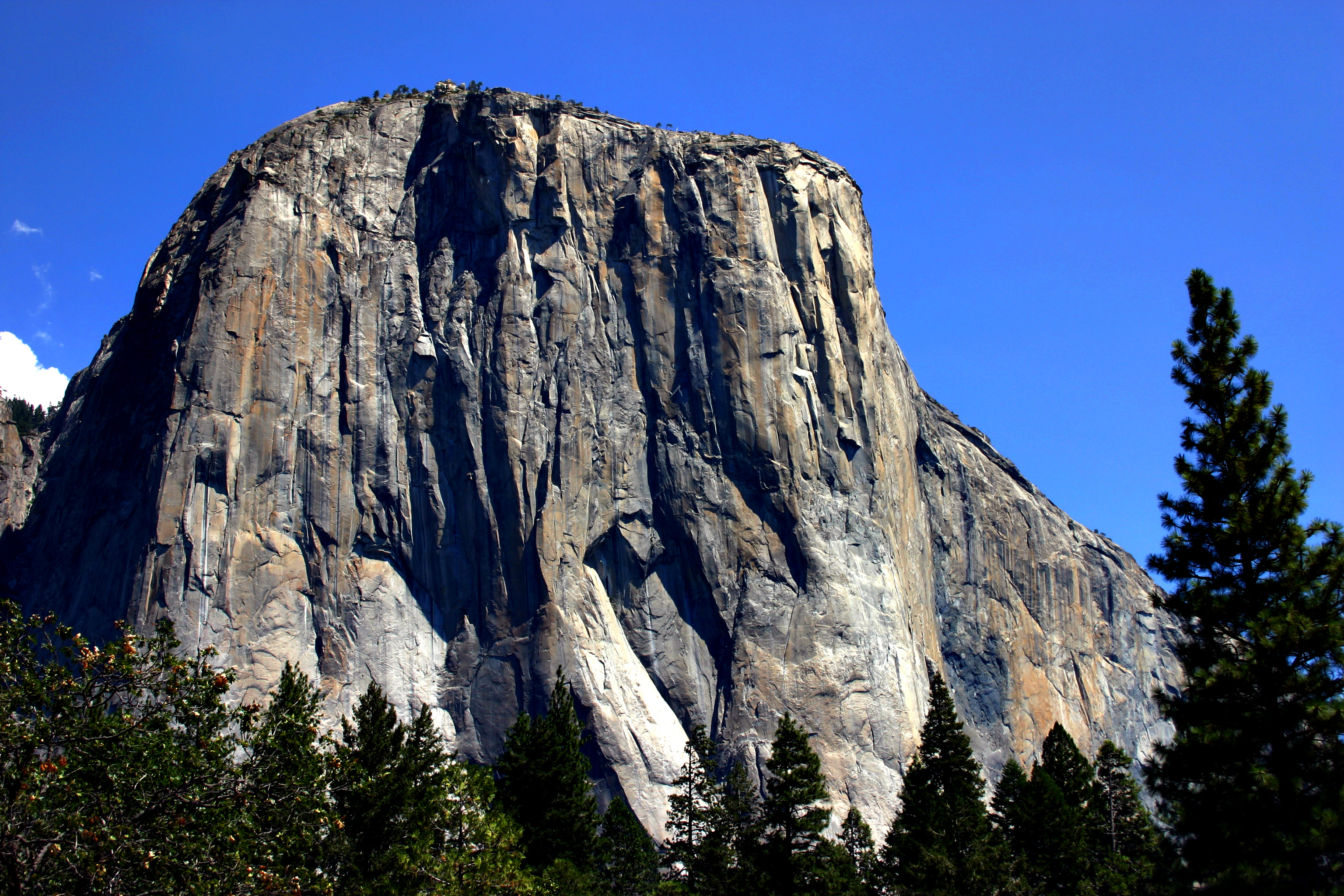
La falesia El Capitan, in California.

All'inizio degli anni settanta la contestazione sessantottina influenzò anche l'alpinismo, seppure con qualche anno di ritardo rispetto alle rivolte studentesche. Il nuovo movimento alpinistico prese il nome di "Nuovo Mattino", dal titolo di un articolo di Gian Piero Motti sulla Rivista della Montagna. Si cominciarono a mettere in dubbio e contestare i metodi e gli scopi dei classici scalatori con l'idea della conquista per mezzo delle vie classiche, da ripetere con tecniche e metodologie consolidate. L'idea del movimento era quella di basare l'alpinismo sulla scoperta della libertà, il gusto per la trasgressione, rifiutando la cultura alpinistica della vetta a tutti i costi, dei rifugi, degli scarponi, del CAI, delle guide, e deprecando lo sfruttamento ambientale delle montagne.
(G. Motti, Rivista Fila, 2-1976)
Vi era il rifiuto di ridurre la montagna (e la natura in generale) a semplice strumento, ma al tempo stesso mantenere l'Uomo al centro della natura.
(G. Motti, Scandere, 1974)

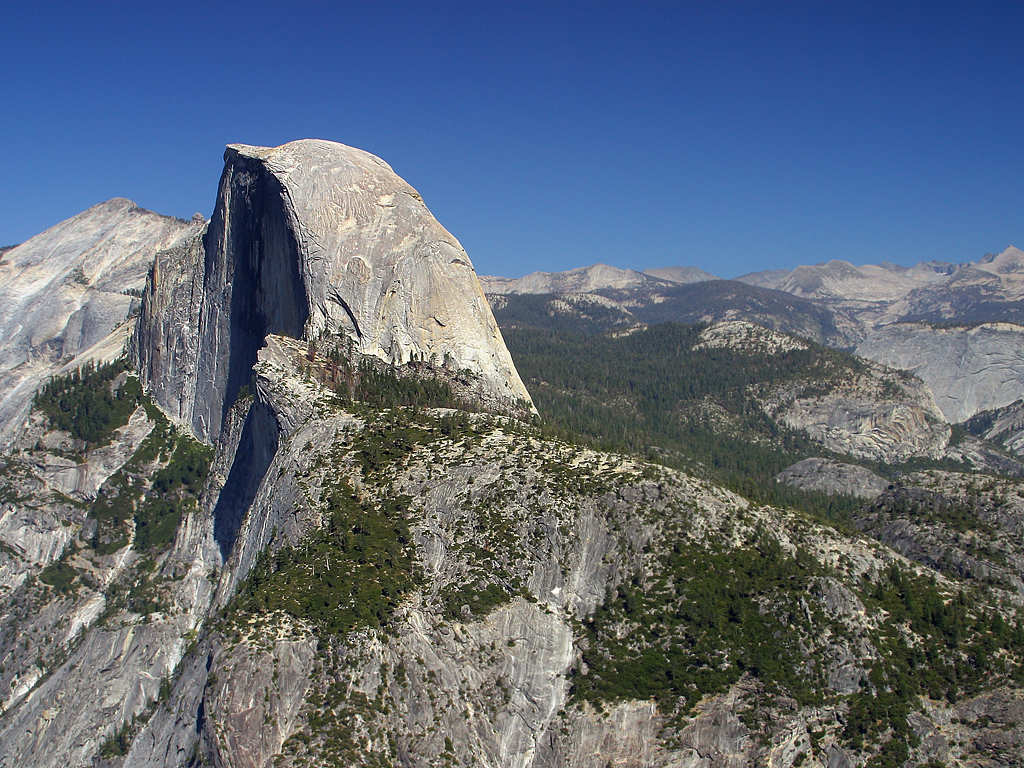
Half Dome, alla Yosemite Valley, in California

Mediante metodi specifici di allenamento fisico e psichico, innovazioni tecniche spesso importate dagli Stati Uniti (i primi pionieri del free climbing sperimentavano in quegli anni sulla formazione rocciosa El Capitan, fino ad allora considerata quasi impossibile da scalare, nel Parco nazionale di Yosemite in California), si rese possibile vincere difficoltà che allora sembravano insormontabili: è il periodo in cui si cominciano ad utilizzare le scarpette a suola liscia, in cui viene sviluppato il free climbing.
Passati gli anni settanta e ottanta il Nuovo Mattino tramonterà con le sue contraddizioni, lasciando nell'innovazione solo quello che poteva essere consumato e massificato.
(G. Motti, Arrampicare a Caprie, 1982)
Questo gruppo di alpinisti fu costituito da Gian Piero Motti, Gian Carlo Grassi, Danilo Galante, Roberto Bonelli, Andrea Gobetti, John Michael Kosterlitz, Ugo Manera e altri. Furono anche chiamati il Circo Volante o il Mucchio Selvaggio.

### Messner e il settimo grado
(R. Messner, Settimo grado, 1973)
A seguito delle esperienze anglosassoni e nell'ambito (almeno in Italia) delle idee del Nuovo Mattino, già da alcuni anni si dibatteva sulla necessità di aprire la scala delle difficoltà verso l'alto, oltre il VI grado. L'UIAA oppose una fortissima resistenza a tale logica evoluzione delle scale di difficoltà. Già nel 1977 Jean Claude Droyer aveva scalato la via Bonatti sul Capucin con 9 chiodi soltanto, oltrepassando dunque la definizione classica del VI grado secondo Welzenbach e Rudatis.

### Gli anni novanta
Sono da ricordare le grandi discese dalle pareti nord del Monte Bianco, da parte del grande snowboarder francese Marco Siffredi, che calcando le orme di Jean-Marc Boivin è stato il primo snowboarder a scendere in solitaria la parete Nant Blanc (oltre 50º di pendenza).

### Gli anni duemila
L'alpinismo nel terzo millennio ha assunto una connotazione sempre più sportiva, con alpinisti-atleti capaci di grandi prestazioni fisiche (percorsi effettuati in velocità, concatenamenti di più itinerari in un solo giorno) oppure tecniche (gradi di difficoltà altissimi in arrampicata, discese estreme con gli sci) coadiuvati anche dalle più moderne ed evolute tecniche di allenamento e tecnologie alpinistiche. Parallelamente si assiste ad una diffusione delle pratiche alpinistiche anche al di fuori dei professionisti di settore, ovvero semplici appassionati ed amatori, fino a spingere in alcuni casi l'alpinismo stesso verso vere e proprie forme di sport di massa o turismo sportivo, spesso sottovalutando rischi e limiti personali.

## Tecniche e difficoltà
L'alpinismo si basa sul superamento delle difficoltà poste dall'ascensione. Queste possono essere legate agli ostacoli del terreno (pareti verticali, creste strette ecc.) o all'ambiente stesso (alta quota, variabilità atmosferica ecc.). Le difficoltà variano a seconda della stagione in cui si affronta la scalata e del tipo di ambiente che si decide di affrontare. A volte si rendono necessarie tecniche di arrampicata risalendo vie d'arrampicata, altre volte si sfruttano vie completamente attrezzate come le vie ferrate.

### Ambiente estivo

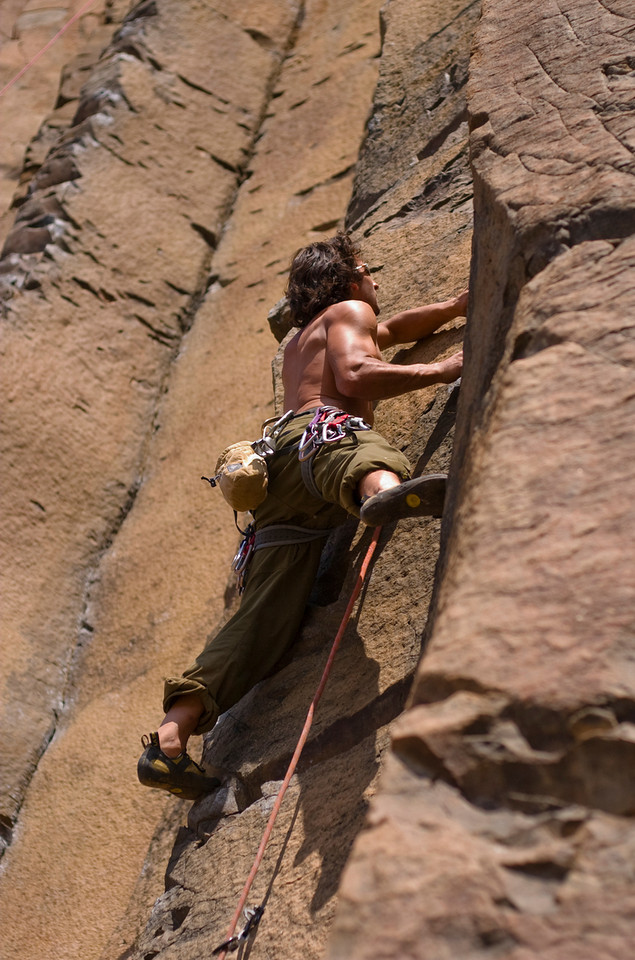
Rocciatore su una falesia

Le difficoltà poste dall'ambiente estivo in quote non elevate sono principalmente dovute al superamento di ostacoli verticali (pareti) di roccia. Le tecniche applicate per il superamento di queste difficoltà sono quelle proprie dell'arrampicata, libera o artificiale. In particolare si va da tecniche di avanzamento in cordata, costituendo ciascuno l'assicurazione dell'altro, all'uso della catena di assicurazione, della sosta, del freno o dei punti di ancoraggio.

### Ambiente invernale
In inverno le basse temperature e la presenza di neve e ghiaccio pone all'alpinista difficoltà diverse da quelle poste dall'ambiente estivo (spesso in ambiente invernale le nuove difficoltà si sommano a quelle tipiche dell'ambiente estivo). Per affrontare le temperature rigide si ricorre ad un apposito abbigliamento, mentre per le difficoltà tecniche (progressione su neve e arrampicata su ghiaccio) si rende necessario l'uso di appositi attrezzi, quali una o due piccozze, ramponi e chiodi da ghiaccio. Su terreno costituito da ghiaccio verticale si applicano le tecniche usate sulle cascate di ghiaccio. Alcuni percorsi permettono in tutto o in parte l'utilizzo di tecniche proprie dello sci alpinismo.

### Vie di salita
Tipicamente una montagna con le sue vette presenta uno o più percorsi o vie di salita, dal medesimo o da diversi versanti, ciascuna con diversi gradi di difficoltà: la via più semplice, tipicamente coincidente con quella della prima ascesa storica, viene spesso detta via normale, la via più diretta viene spesso detta direttissima, le altre vie prendono spesso il nome dall'orientamento rispetto ai punti cardinali (es. via ovest), dalla geomorfologia del terreno (es. via delle creste o sperone sud-est), altre ancora dal nome del primo alpinista o rocciatore che le ha aperte o semplicemente intitolate a qualcuno come nel caso di vie ferrate o vie di arrampicata. Nuove vie possono essere aperte da altri alpinisti o rocciatori. Tipicamente lungo le vie di salita è possibile trovare una o più strutture ricettive di montagna quali rifugi, casere, bivacchi e campi base.

### Alta quota

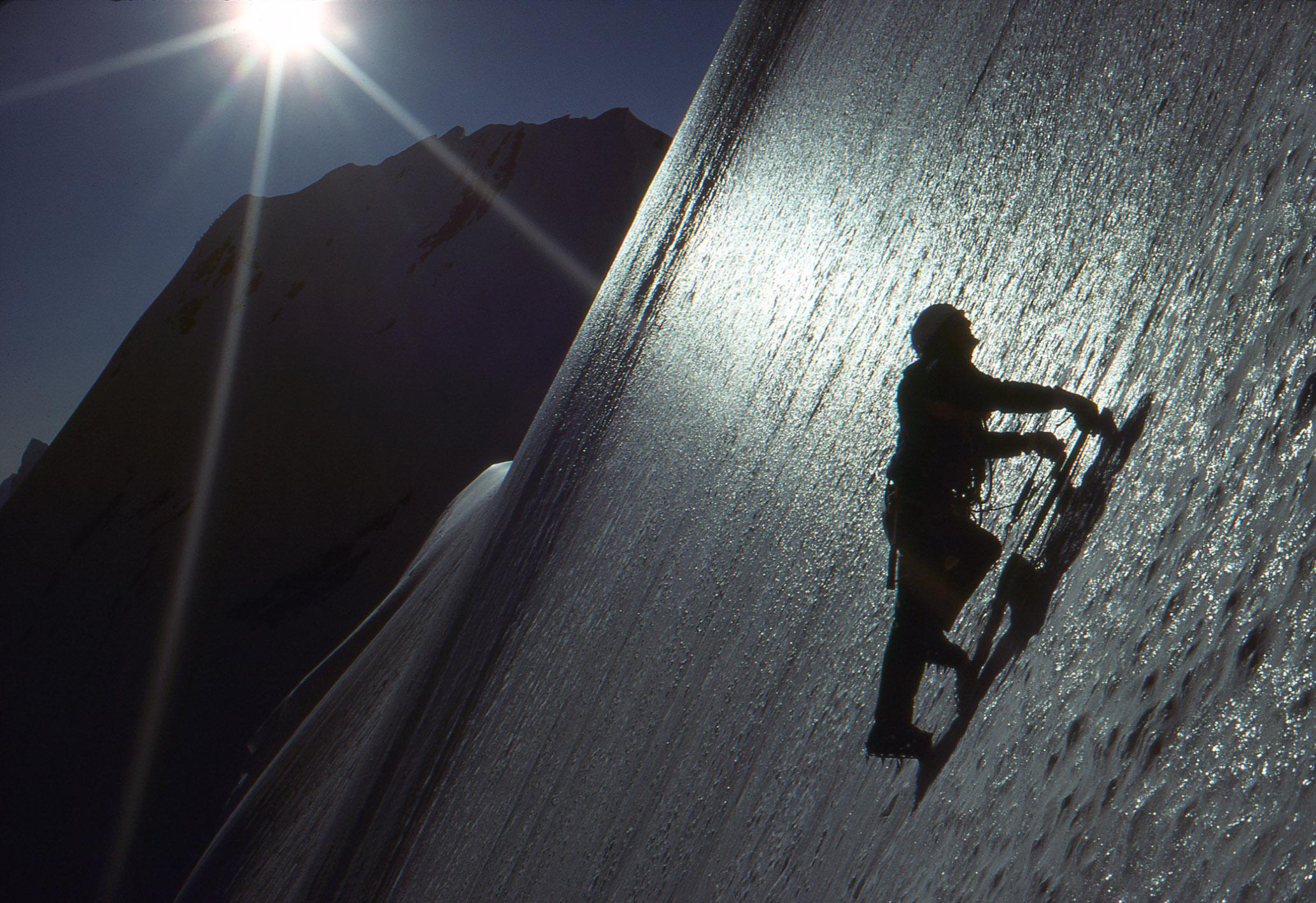
Arrampicata su parete di ghiaccio

L'alpinismo comporta spesso il raggiungimento di quote elevate. Qui le temperature rigide dovute all'altitudine fanno sì che l'ambiente sia molto simile a quello invernale anche d'estate, mentre le caratteristiche invernali sono ancor più accentuate nella stagione fredda. A questo si aggiunge una maggior variabilità atmosferica e la presenza dei disturbi fisiologici dovuti all'alta quota.
La quota può essere classificata in base agli effetti fisiologici che si osservano sull'organismo umano:
- 0-500 m, livello del mare (near sea level): i cambiamenti atmosferici sono impercettibili dall'uomo e non hanno alcun effetto sulla fisiologia umana.
- 500-2000 m, bassa quota: i cambiamenti atmosferici sono avvertibili, ma non si rilevano notevoli svantaggi. Negli atleti d'élite si osserva una riduzione della prestazione al di sopra dei 1500 m.
- 2000-3000 m, media quota: i cambiamenti ambientali diventano evidenti e si osserva la comparsa dei disturbi da altitudine dopo alcune ore di permanenza. La prestazione fisica si riduce progressivamente ma può essere ripristinata con l'acclimatamento.
- 3000-5500 m, alta quota: un numero elevato di soggetti va incontro a disturbi da altitudine, anche gravi. La prestazione fisica è ridotta anche dopo una corretta acclimatazione.
- >5500 m, quota estrema: a causa delle condizioni estreme e della comparsa di disturbi da alta quota, al di sopra dei 5500 metri non è possibile la presenza umana permanente.

## Grado di difficoltà

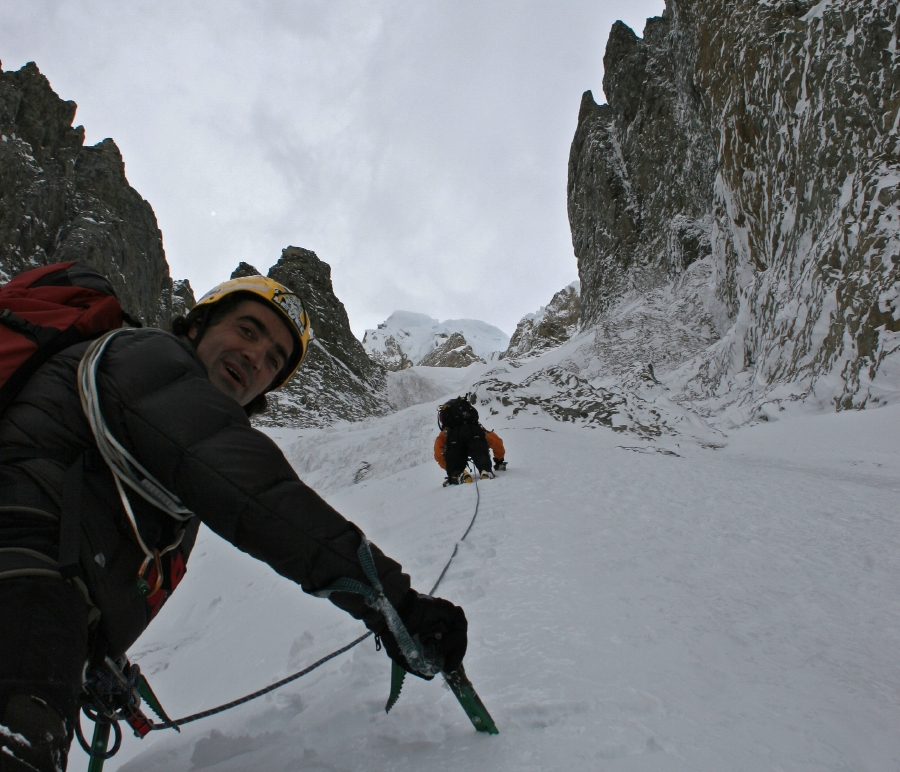
Risalita di un canalone innevato

Per sapere quale ascensione (via) può affrontare in base alle sue capacità tecniche e alla sua preparazione fisica, l'alpinista ha bisogno di conoscere la difficoltà della via stessa, al fine di non correre il pericolo di trovarsi su un terreno che non è in grado di superare senza poter tornare indietro. L'operazione di assegnare un grado a una via è detta quotare o gradare e viene effettuata dagli apritori e dai primi ripetitori della via. Data la difficoltà di classificare le vie per i soli dati oggettivi, le vie vengono gradate attraverso il confronto con vie note, di riferimento, per le quali c'è un largo consenso del loro grado di difficoltà. Tuttavia può capitare che subentrino dati soggettivi (ad esempio l'abilità dell'alpinista o l'abitudine a muoversi in un certo ambiente) e fattori oggettivi ma variabili (ad esempio le condizioni atmosferiche o l'innevamento).
Le varie discipline dell'alpinismo e dell'arrampicata usano differenti scale di difficoltà e inoltre a seconda dei paesi (Europa, Stati Uniti) ci possono essere scale diverse:
- difficoltà alpinistica: è una scala di difficoltà di origine francese che descrive complessivamente i valori di lunghezza, difficoltà, esposizione della via. Il grado è espresso con le lettere F, PD, AD, D, TD, ED, e ABO.
- arrampicata libera: le scale di difficoltà più usate sono quella UIAA, espressa da un numero romano che va da I a XI e quella francese, espressa da una cifra (3 - 9) seguita da una lettera (a - c). Si usa inoltre il simbolo "+" per i gradi intermedi. Ci sono anche altre scale come quella degli Stati Uniti, dell'Inghilterra o dell'Australia.
- arrampicata artificiale: viene utilizzata una scala di sei gradi crescenti dall'A0 all'A5 (più un settimo a parte) basata sulla difficoltà e sulla quantità di strumenti artificiali usati.
- arrampicata su ghiaccio: si utilizza la scala canadese, che esprime sia la difficoltà d'ambiente che quella tecnica, e una chiamata WI, Water Ice, che va dal WI1 al WI7.
- arrampicata su misto: si utilizza una scala di difficoltà chiamata M, Mixed che va dal M1 all'M13.

### Avvicinamento

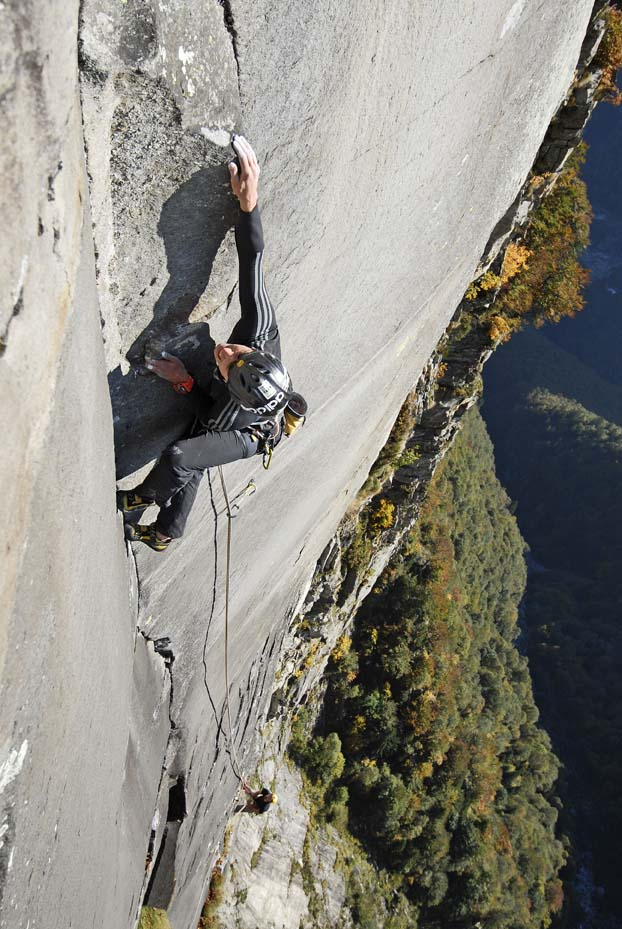
Risalita di una parete in arrampicata

Le ascensioni alpinistiche comprendono in genere una fase detta di "avvicinamento", che comprende il percorso effettuato fino al primo punto in cui si incontrano difficoltà alpinistiche. Il percorso dell'avvicinamento è quindi di tipo escursionistico, e segue la medesima scala di difficoltà utilizzate nell'escursionismo:
- T, turistico: itinerari con percorsi evidenti, su stradine, mulattiere o comodi sentieri, generalmente sotto i 2000 metri. Richiedono una certa conoscenza dell'ambiente montano e una preparazione fisica alla camminata
- E, escursionistico: Itinerari che si svolgono su sentiero o su tracce non sempre facili da reperire, o anche a quote più elevate. A volte esposti, su pendii erbosi o detritici, su tratti nevosi, con passaggi attrezzati non impegnativi, ecc. Richiedono senso dell'orientamento e conoscenza della montagna, oltre a calzature ed equipaggiamento adeguati
- EE, per escursionisti esperti: Itinerari che comportano singoli passaggi rocciosi di facile arrampicata, attraversamento di canali nevosi, tratti aerei ed esposti, passaggi su terreno infido, ecc. Richiedono equipaggiamento e preparazione adeguata, esperienza della montagna, passo sicuro e assenza di vertigini.

Il grado EE, considerato il limite dell'attività escursionistica, in alcuni casi tende a coincidere con il grado F della scala alpinistica, sebbene in genere le vie classificate come alpinistiche richiedano maggior impegno e dimestichezza nel muoversi su percorsi non segnati. Esistono tuttavia anche ascensioni a vette lungo percorsi o vie di salita giudicate con difficoltà escursionistiche e non alpinistiche, tipicamente su cime più modeste, spesso erbose senza o con ridotta presenza di roccia.

## Rischi e sicurezza

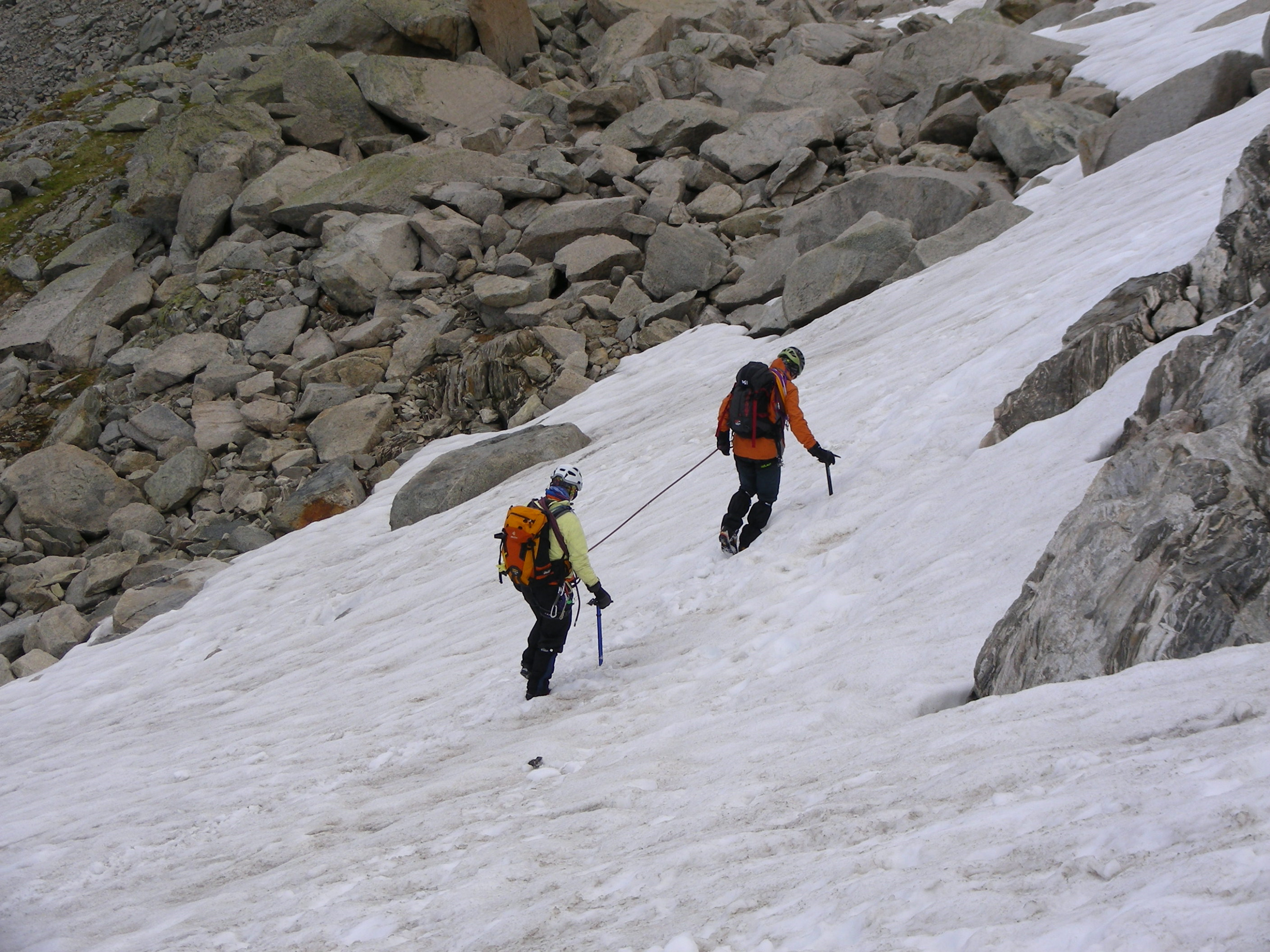
Cordata tra alpinisti

Oltre ai rischi relativi all'ambiente montano stesso (vedi sopra) il pericolo principale in ambito alpinistico è quello di caduta dal pendio. La caduta può essere causata da un errore dell'alpinista o da cause accidentali quali ad esempio smottamenti, slavine, fulmini, caduta di ghiaccio e rocce dall'alto. In assenza di dispositivi di sicurezza una caduta su terreno alpinistico ha spesso conseguenze letali. Per ridurre il pericolo legato alle conseguenze di una caduta di norma due o più alpinisti si uniscono in una cordata, costituendo ciascuno l'assicurazione dell'altro, insieme agli altri elementi della catena di assicurazione, quali la sosta, il freno o i punti di ancoraggio.
Nel caso di ancoraggio a corde e chiodi, fittoni o spit si introduce il concetto di fattore di caduta. Per ovviare a pericoli oggettivi quali valanghe o caduta di sassi si utilizzano dotazioni di sicurezza, quali il dispositivo ARTVA o il caschetto. I sistemi di sicurezza utilizzati in ambito alpinistico essendo di tipo passivo non possono comunque eliminare il pericolo, ma solo mitigare le conseguenze di un eventuale incidente.
I rischi della pratica dell'alpinismo includono quasi tutti i rischi tipici dell'escursionismo aggiungendo quindi i rischi di caduta da un pendio o una parete dovuto a cause tecniche, accidentali, imprudenza o inesperienza.

### Disturbi dovuti all'altitudine
L'alpinista in alta quota può andare incontro al mal di montagna (AMS) o alle sue forme più gravi, quali l'edema cerebrale da alta quota (HACE) o l'edema polmonare da alta quota (HAPE). Per evitare questi disturbi è necessario ricorrere all'acclimatamento. L'ambiente d'alta montagna può portare anche altre patologie d'alta quota.

## Discipline simili

### Differenze con l'arrampicata
La differenza fondamentale tra l'alpinismo propriamente detto e la disciplina dell'arrampicata sportiva è che, mentre nell'alpinismo lo scopo dell'ascensione è in genere il raggiungimento della vetta di una montagna, nell'arrampicata cosiddetta "sportiva" l'obiettivo prevalente è il superamento di una difficoltà su una parete (naturale o artificiale) o di una parte di essa, attraverso la cura del gesto atletico.
Un'ulteriore differenza tra alpinismo e arrampicata sportiva è che, mentre le difficoltà incontrate nell'alpinismo possono essere di varia natura, legate anche alle condizioni ambientali e meteorologiche (es. altitudine, presenza di ghiaccio e neve, esposizione alle variazioni meteorologiche, lontananza da luoghi abitati, durata dello sforzo psicofisico, dislivelli da superare, rarefazione dell'aria, ecc..), nell'arrampicata sportiva le difficoltà sono prevalentemente di tipo tecnico (es. una parete fortemente strapiombante, la scarsità di appigli e appoggi). Anche le caratteristiche dello sforzo fisico tendono a essere sostanzialmente differenti: mentre nell'alpinismo, in genere, prevale la resistenza fisico-aerobica dettata da uno sforzo prolungato che può coinvolgere anche tutto il corpo, nell'arrampicata si ha invece una prevalente necessità di forza muscolare (sia massimale sia resistente) degli arti superiori.
In sostanza: se per una corretta pratica dell'alpinismo, oltre a un'adeguata preparazione fisica e tecnica è anche necessaria una buona conoscenza dell'ambiente di montagna, nell'arrampicata sportiva - dove i rischi oggettivi legati alla frequentazione dell'ambiente montano sono minori, o addirittura inesistenti (es. arrampicata indoor) - si può invece prestare maggiore attenzione alla tecnica del gesto scalatorio, concentrando su di esso tutto l'allenamento fisico e mentale.
Pur trattandosi di due specialità che, nella loro storia, si sono progressivamente allontanate l'una dell'altra (per tradizione, consuetudini e attività pratiche, oltre che per la loro stessa natura concettuale), si può tuttavia notare che la notevole evoluzione tecnica (attraverso il superamento di gradi di difficoltà via via maggiori) apportata dall'arrampicata sportiva sul terreno della falesia ha di fatto innalzato le capacità medie sportivo-arrampicatorie delle nuove generazioni e, nel tempo, ha quindi contribuito ad innalzare anche il livello delle capacità tecniche delle salite in ambiente alpino.

### Differenze con l'escursionismo
L'escursionismo è invece una forma di attività motoria basata sul camminare nel territorio, sia lungo percorsi (strade, sentieri, ecc.), anche variamente attrezzati, che liberamente al di fuori di percorsi fissi, ma che esclude ascensioni a vette nelle modalità proposte dall'alpinismo, risultando quindi tipicamente più accessibile al praticante in montagna. Percorsi di avvicinamento di tipo escursionistico preludono spesso alla successiva scalata alpinistica.

### Differenze con lo scialpinismo
Lo scialpinismo è invece una disciplina affine all'alpinismo consistendo in ascensioni a vette, ma su pendii e ambienti innevati, tipicamente con salite con sci ai piedi muniti di pelli di foca e/o tratti in salita con sci in spalla, generalmente senza tratti di arrampicata su roccia e ghiaccio. La discesa invece tipicamente avviene sempre con gli sci ai piedi su ripidi versanti innevati attraverso specifiche tecniche di discesa. Anche in questo caso percorsi di avvicinamento di tipo scialpinistico possono preludere alla successiva scalata alpinistica.

## Strutture ricettive
Un alpinista, durante un'ascesa ad una cima spesso necessita di sostare presso una struttura ricettiva, in grado di fornire innanzitutto un riparo ma anche nutrimento. In montagna, a seconda delle altezze a cui ci si spinge, esistono diversi tipi di strutture ricettive: il rifugio alpino, la casera, il bivacco e il campo base.
Quando nella stagione invernale i rifugi sono solitamente chiusi, esistono i locali invernali che permettono all'alpinista un locale chiuso come protezione minima dal freddo e dalle intemperie.